# دابراوا (استان دوبریچ)
دابراوا (به بلغاری: Dabrava) یک منطقهٔ مسکونی در بلغارستان است که در شهرستان بالچیک واقع شده‌است.